# Artur Winkler-Hermaden
Artur Winkler-Hermaden, avstrijski geolog, * 8. maj 1890, Dunaj, † 9. maj 1963, grad Kapfenstein pri Bad Gleichenbergu, Štajerska. 

## Življenje in delo
Na Dunaju in v Gradcu je študiral geologijo, paleontologijo in geografijo. Po odsluženju vojaškega roka na južnem Tirolskem, kjer ga je prevzel gorski svet, se je posvetil izključno geologiji. Po končanem študiju 1916 je bil vpoklican k vojakom na gališko, jeseni istega leta  pa je bil premeščen na soško fronto. Od marca 1918 je poveljeval skupini vojaških geologov, z njo raziskoval južnozahodne del Julijskih Alp in soško dolino. Leta 1915 je bil (kljub odsotnosti) sprejet kot volonter v službo pri Državnem geološkem zavodu na Dunaju. Tu je 1920 postal praktikant, 1923 asistent, 1929 geolog in 1931 glavni geolog. Leta 1942 je postal redni profesor za geologijo in mineralogijo na nemški Tehniški visoki šoli (TVŠ) v Pragi, od 1957 pa je predaval na (TVŠ) v Gradcu. Bil je član avstrijske Akademije znanosti. Napisal je več razprav o geologiji Julijskih Alp, Dinaridov in Štajerske, ter sodelova pri izdelavi geoloških kart tudi za slovensko ozemlje. Za naše ozemlje je pomembna njegova knjiga Geologisches Kräftespiel und Landformung (Dunaj, 1957).